# Statham
Statham is een plaats (city) in de Amerikaanse staat Georgia, en valt bestuurlijk gezien onder Barrow County.

## Demografie
Bij de volkstelling in 2000 werd het aantal inwoners vastgesteld op 2040.
In 2006 is het aantal inwoners door het United States Census Bureau geschat op 2690, een stijging van 650 (31.9%).

## Geografie
Volgens het United States Census Bureau beslaat de plaats een oppervlakte van
9,2 km², waarvan 9,1 km² land en 0,1 km² water. Statham ligt op ongeveer 272 m boven zeeniveau.

## Plaatsen in de nabije omgeving
De onderstaande figuur toont nabijgelegen plaatsen in een straal van 20 km rond Statham.